# グレンコフ・ジョンソン
グレンコフ・ジョンソン（Glengoffe Johnson、1969年1月2日 - ）は、ジャマイカの男性プロボクサー。グレン・ジョンソン（Glen Johnson）とも。元IBF世界ライトヘビー級王者。

## 来歴
1993年2月19日、アメリカ合衆国でプロデビュー。
1997年7月20日、デビューから32連勝でIBF世界ミドル級王者バーナード・ホプキンス（アメリカ合衆国）に挑戦し、11回1分23秒TKO負けを喫し王座獲得に失敗、キャリア初黒星となった。
1999年4月22日、WBCアメリカ大陸スーパーミドル級王座決定戦でトロイ・ワトソン（アメリカ合衆国）と対戦し、3-0の判定勝ちを収め、王座を獲得した。
1999年11月27日、ドイツでIBF世界スーパーミドル級王者スベン・オットケ（ドイツ）に挑戦し、0-3の判定負けで王座獲得ならず。
2000年4月15日、WBU世界スーパーミドル級王座決定戦でシルビオ・ブランコ（イタリア）と対戦し、0-3の判定負けで王座獲得に失敗、3連敗となった。
2000年9月23日、IBFインターコンチネンタルスーパーミドル級王座を獲得した。
2001年7月28日、WBOインターコンチネンタルライトヘビー級王座を獲得した。
2003年1月24日、後のWBO世界ライトヘビー級王者フリオ・セサール・ゴンザレス（メキシコ）とノンタイトルマッチで対戦し、0-2の判定負けを喫した。
2003年5月18日、USBA全米ライトヘビー級王座決定戦でエリック・ハーディング（アメリカ合衆国）と対戦し、3-0の判定勝ちで王座を獲得した。
2003年11月7日、イギリスでIBF世界ライトヘビー級王座決定戦でクリントン・ウッズ（イングランド）と対戦し、1-1の判定ドロー。2004年2月6日、すぐさま再戦し、3-0の判定勝ちで世界王座を獲得した。
2004年9月25日、ロイ・ジョーンズ・ジュニア（アメリカ合衆国）と対戦し、9回に右クロスで失神KO勝ちを収め初防衛に成功した。
その後、指名試合よりもWBC世界ライトヘビー級王者アントニオ・ターバー（アメリカ合衆国）との試合を優先させたため、IBF世界ライトヘビー級王座を剥奪された（ターバーもWBC世界ライトヘビー級王座を剥奪された）。
2004年12月18日、IBO世界ライトヘビー級王者アントニオ・ターバーと対戦し、2-1の判定勝ちを収め王座獲得に成功した。
2005年6月18日、ターバーと再戦し、0-3の判定負けを喫し、王座から陥落した。
2005年9月30日、IBF世界ライトヘビー級王座挑戦者決定戦でホルヘ・ジョーンズ（アメリカ合衆国）と対戦し、10回TKO勝ちで指名挑戦権を獲得した。
2006年2月24日、IBA世界ライトヘビー級王座決定戦でリチャード・ホール（ジャマイカ）と対戦し、3-0の判定勝ちで王座を獲得した。
2006年9月2日、イギリスでIBF世界ライトヘビー級王者クリントン・ウッズ（イングランド）に挑戦し、1-2の判定負けで王座返り咲きならず。
2007年5月16日、IBF世界ライトヘビー級挑戦者決定戦でモンテル・グリフィン（アメリカ合衆国）と対戦し、11回TKO勝ちで指名挑戦権を獲得した。
2008年4月12日、WBC世界ライトヘビー級王者チャド・ドーソン（アメリカ合衆国）に挑戦し、0-3の判定負けで王座獲得に失敗した。
2009年11月7日、WBC世界ライトヘビー級暫定王座決定戦でチャド・ドーソンと再戦し、0-3の判定負けで王座獲得ならず。
2010年2月5日、IBF世界ライトヘビー級挑戦者決定戦でユーサフ・マック（アメリカ合衆国）と対戦し、6回TKO勝ちを収め、指名挑戦権を獲得した。
2011年6月4日、カール・フローチ（イギリス）とのSuper Six World Boxing Classic準決勝第2試合でWBC世界スーパーミドル級タイトルマッチを行ない、0-2の判定負けで王座獲得に失敗。Super Six World Boxing Classicも準決勝で敗退。
2011年11月5日、ケベック・シティーのペプシ・コリセウムでIBF世界スーパーミドル級王者ルシアン・ブーテ（ルーマニア）と対戦し、12回0-3（2者が108-120、109-119）の判定負けを喫し、王座獲得に失敗した。
2012年7月13日、シカゴのUICパビリオンでアンドルー・フォンファラ（ポーランド）と対戦し、10回10回0-3（91-99、2者が93-97）の判定負けを喫した。
2012年12月15日、イギリスでジョージ・グローブスと対戦し、12回0-3の判定負けを喫し、4連敗となった。
2014年6月28日、コンゴ民主共和国キンシャサでWBCインターナショナルクルーザー級王座決定戦でイルンガ・マカブと対戦するが、9回2分40秒TKO負けで王座獲得に失敗した。

## 獲得タイトル
- 第12代IBF世界ライトヘビー級王座（防衛1度）
- IBO世界ライトヘビー級王座